# Panorama de Barker
Les panoramas de Barker sont de grandes peintures circulaires qui permettent de voir une image de 360º inventés en 1787 par Robert Barker (1739-1806), un portraitiste irlandais peu connu de l’époque. Deux ans après son invention, il présente à Londres son premier panorama d'une vue d'Édimbourg. Celui-ci est un échec. Cependant, n'abandonnant pas, il ouvre en 1794 une salle à Londres qui aura un grand succès jusqu'à sa fermeture, le 12 décembre 1863. Le mot « panorama » vient du grec pan et horama (« vision globale »).
À partir du XIXe siècle, le panorama et les différentes formes d'illusions visuelles deviennent une forme de divertissement très populaire en Europe et dans les villes américaines. Ces peintures panoramiques se trouvaient généralement dans un bâtiment circulaire. Pour les voir, les spectateurs entraient par un tunnel et arrivaient à une zone ou plateforme circulaire. De cette façon, ils étaient entourés par la peinture et imaginaient qu'ils faisaient partie du paysage. Le panorama représentait toutes sortes de scènes. Étant un nouvel élément distinctif, le public fut très impressionné par le sentiment de réalité qu’il provoquait. Il s’agit à cette époque de l'illusion visuelle la plus crédible jamais vue.

## Histoire

### Un début difficile
On dit que Robert Barker a été inspiré lors d’une promenade sur la colline d'Édimbourg Calton Hill, d’où on peut voir une vue impressionnante de 360° de la ville. En observant ce paysage, il trouve un moyen de capter une image exacte de ce qu'il voit dans une peinture, sans aucun cadre autour pour offrir ainsi une vue panoramique. Le 19 juillet 1787, il peint son premier panorama qu'il appellera « la nature en un coup d'œil ». Bien qu'il ait prévu de le placer dans un bâtiment circulaire qui lui permettrait de voir l'image complète (360º), il le présente dans son immeuble qui ne lui permet pas d’avoir une vue complète de l'image mais seulement une vision semi-circulaire pas très réussie.

### Une deuxième tentative
Malgré l'échec de cette première tentative, Barker décide de faire un deuxième essai avec son fils Henry Aston Barker. Cette fois, ils décident de capter la vue de Londres depuis Albion Mills. Ils accrochent le panorama dans un bâtiment qui, bien qu'il ne possède pas toutes les qualités nécessaires, permet au public de découvrir cette nouvelle façon de voir. Ils parviennent enfin à se faire connaître grâce à l'illusion d'optique que produit les 360º. Tout cela permet à Barker de lever suffisamment d'argent afin de construire un bâtiment spécifique pour les panoramas. L'architecte Robert Mitchell est alors chargé de construire ce bâtiment qui sera situé à Leicester Square. Ils décident de construire deux étages (27,4 mètres de diamètre et 17,3 mètres de hauteur) avec un rond-point chacun afin de présenter deux panoramas à la fois l'un de 10 000 mètres carrés et l'autre de 2 700 mètres carrés. Les deux plates-formes d'observation circulaires sont construites autour d'une colonne centrale, de sorte que le plancher de la supérieure limite la vision de la inférieure. Le toit était en verre afin pouvoir observer les panoramas en plein jour. Pour donner un effet encore plus impressionnant, Mitchell décide de faire un couloir sombre pour atteindre le panorama entièrement éclairé.

### Des années de succès
À partir de ce moment, son invention connaît un succès incroyable, et le mot «panorama» est sur toutes les lèvres. De plus en plus de gens viennent voir ces tableaux qui leur permettent de voyager sans bouger. En 1792, The Times parle de la nouvelle invention, non pas à cause de ses dimensions impressionnantes mais à cause de l'illusion qu'elle produit chez le spectateur. Le spectateur était au centre de la scène et pouvait tout observer autour de lui, pouvant voir ce qu'il voulait voir.
À partir de 1800, les panoramas deviennent de plus en plus célèbre, à tel point que les gens se réunissaient pour voir ces peintures géantes représentant des scènes de toutes sortes : batailles, nature, villes, lieux exotiques…
Le 8 avril 1806, Robert Barker décède et son fils, Henry Barker décide de poursuivre l'entreprise familiale. Cependant, peu à peu, la concurrence augmentent avec des peintres dont Robert Ker Porter, Thomas Girtin ou John Buford qui commencent à créer des panoramas et à les exposer avec succès. En 1827, un nouveau bâtiment est construit par le peintre Thomas Hornor ce qui augmentera la concurrence. Malgré cela, il continue de présenter un grand nombre de panoramas, arrivant à en créer quatre par an.

### Un phénomène international
Voyant le succès qu'ils ont connu en Angleterre, d'autres peintres commencent à créer leurs propres panoramas. Le premier à faire un panorama hors d'Angleterre est Pierre Prévost, un peintre français qui finira par devenir le peintre de panorama le plus célèbre en France.
Peu à peu de nouveaux panoramas et copies apparaissent dans le monde. Au fil des années, le panorama évolue jusqu’à l’invention du panorama tournant de John Banvard. Cette invention impressionne encore plus son public puisqu’elle leur permet d’observer une image en rotation qui semble raconter une histoire. Il s’agit de l'antécédent des images en mouvement. De cette façon, les spectateurs peuvent assister à une tempête ou à une bataille qui semble encore plus réelle qu'avec des panoramas immobiles. Les panoramas gagnent de plus en plus d'importance et un panorama a même été installé lors de l'Exposition universelle de Barcelone de 1888 sur la place de Catalogne où ils représentaient la bataille de Waterloo.

### Disparition progressive
Peu à peu, cependant, le succès s'est dissipé et le panorama est devenu un spectacle de vieux et peu impressionnant. Le bâtiment de Leicester Square a fermé ses portes en 1863 et cette forme de divertissement a complètement disparu avec l'arrivée des images en mouvement.
Bien qu'il ait connu un succès indiscutable, le paysage de Barker a également fait l'objet de nombreuses critiques. Beaucoup ont critiqué le fait que les scénarios pouvaient être compris par n'importe qui et qu'aucune étude préalable n'était nécessaire. Ils considéraient que les personnes qui appréciaient les scénarios avaient des goûts vulgaires et que ce n'était rien de plus qu'une déception.

## Source d'inspiration pour de nouvelles inventions
Le panorama a eu un tel succès qu'il a inspiré de nombreuses inventions ultérieures telles que diorama, cosmorama, noctorama, giorama, ciclorama, betaniorama, physiorama, nausorama, udorama, paleorama, pleorama, kineorama, georama, caricaturama et navalororama.
De plus, le panorama est considéré comme l'antécédent du cinéma, car il était le plus proche de ce que nous connaissons aujourd'hui comme un film de cinéma. Les images en mouvement n'étant pas encore apparues, il permettait de voir des scènes réalistes chose qui impressionnait les spectateurs de l'époque. Bien que peu connaissent l'existence des panoramas aujourd’hui, le cinéma est constamment inspiré par les panoramas. On dit également qu'il est le pionnier de l'actualité des salles de projection cinématographique. Celles-ci existaient au début du cinéma, lorsque dans les salles de projection, avant de commencer le film, elles projetaient l'actualité. Ces nouvelles ont été inspirées par les panoramas, car ceux-ci, au fur et à mesure de leur évolution, représentaient de plus en plus d'actualité permettant de reproduire une bataille trois mois après.